# Harry Emerson Fosdick

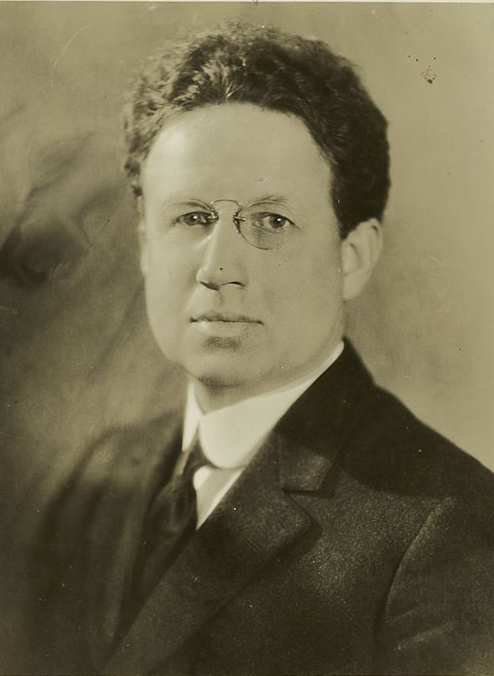
Harry Emerson Fosdick (1926)

Harry Emerson Fosdick (* 24. Mai 1878 in Buffalo; † 5. Oktober 1969 in Bronxville, USA) war ein amerikanischer baptistischer Geistlicher, Praktischer Theologe, Autor mit liberalen Glaubensansichten und Vertreter des Social Gospel an der überkonfessionellen Riverside Church in New York City.

## Leben
Fosdick war ein Sohn eines Schuldirektors, er wurde mit sieben Jahren als Baptist getauft, aber er besuchte auch presbyterianische und methodistische Kirchen in seinen jungen Jahren. Er studierte ab September 1895 bis zu seinem Bachelor 1900 mit summa cum laude an der baptistischen Colgate University in Hamilton in New York, wo er vom liberalen Lehrer William Newton Clarke beeinflusst wurde. Er setzte sein Theologiestudium am Union Theological Seminary in New York City bis 1904 fort. In dieser Zeit fiel er in eine tiefe Depression und hatte Suizidgedanken, aber er lernte zu beten und erfuhr Hilfe. 1903 wurde er an der Madison Avenue Baptist Church ordiniert. 1908 erhielt er einen Master in Politikwissenschaften von der Columbia University. Ab 1911 lehrte er am Union Theological Seminary Praktische Theologie, Bibelkunde und Homiletik und hatte zugleich eine Stelle als Pastor an der First Baptist Church (heute: Christ Church) in Montclair in New Jersey inne. Um 1915 wurde er durch seine Predigten und seine Schriften im ganzen Land bekannt. Im Ersten Weltkrieg diente er mit Überzeugung als amerikanischer Militärgeistlicher in Frankreich, was er später jedoch bedauerte. 
1918 bis 1925 diente er als Pastor an der First Presbyterian Church in Manhattan, wo er sich deutlich gegen die wörtliche Bibelauslegung und den evangelikalen Fundamentalismus stellte, der sich seit 1910 unter dem Begriff Fundamentalists gegen modernistische Tendenzen in evangelischen Kirchen formiert hatte. Am 21. Mai 1922 hielt er dazu die berühmte Predigt Shall the Fundamentalists Win? (deutsch: Sollen die Fundamentalisten gewinnen?) Ihm wurde jedoch von William Jennings Bryan und anderen Personen eine agnostische Glaubenshaltung, Häresie und Bekenntnislosigkeit vorgeworfen, was zu heftigen Diskussionen und Auseinandersetzungen unter den Presbyterianern führte. Die Generalversammlung von 1923 verlangte eine Maßregelung. Aber um einem solchen Verfahren zuvorzukommen, und weil er das presbyterianische Glaubensbekenntnis nicht unterzeichnen wollte, trat er 1924 von seinem Pastorenamt zurück.
Bereits 1921 wurde sein Bruder Raymond Direktor der Rockefeller-Stiftung, und so kam auch Fosdick in Kontakt mit John D. Rockefeller und wurde dessen persönlicher Geistlicher. Rockefeller war begeistert von ihm und ließ auch seine Predigten in ganz Amerika verbreiten, insbesondere seine Predigt gegen den Fundamentalismus ließ er 130.000 amerikanischen Geistlichen zukommen. Durch eine weitere Vermittlung von James C. Colgate wurde Fosdick im Mai 1925 Pastor der Park Avenue Baptist Church, die 1927 zur überkonfessionellen Riverside Church wurde und bis zu 3.500 Mitglieder umfasste. Ein neugotisches Kirchengebäude mit 2.408 Plätzen konnte am Sonntag, dem 5. Oktober 1930, in Harlem bezogen werden, das mehrheitlich von seinem Freund, Gönner und Förderer John D. Rockefeller finanziert worden war. Am 6. Oktober schrieb die Time ausführlich darüber und ein passendes pastorales Bild von Fosdick prangte auf der Titelseite. Dort war seine Kanzel für seine letzten 16 Berufsjahre bis zu seiner Pensionierung 1946, und es blieb auch seine Kirchengemeinde für die 23 Jahre seines Ruhestandes. Da er nicht dogmatisch sein wollte, pflegte er verschiedene evangelische Gottesdienstformen und ließ auch schwarze Prediger auf seiner Kanzel auftreten. Zudem war er ein einfühlsamer Seelsorger, der auch die neuen psychologischen und psychiatrischen Erkenntnisse in seine Beratungen einfließen ließ. Von 1926 bis 1946 wurden seine Predigten auf dem Radioprogramm The National Vespers Hour ausgestrahlt und jeweils von etwa 3.000.000 Personen gehört. 1935 überraschte er seine liberalen Freunde mit seiner herausfordernden Predigt The Church Must Go Beyond Modernism (deutsch: Die Kirche muss über den Modernismus hinausgehen), als er nun ähnliche Töne wie seine neo-orthodoxen Kollegen Karl Barth und Reinhold Niebuhr anschlug. 1937 leitete er die Abdankungsfeier von John D. Rockefeller. 
Martin Luther King bezeichnete ihn als größten Prediger des 20. Jahrhunderts.

## Ehrungen
- 1914 erhielt Fosdick von der Colgate University einen Ehrentitel
- 1961 wurde durch finanzielle Zuwendungen von Laurance Rockefeller, Nelson Rockefeller und David Rockefeller an der Colgate University der Lehrstuhl Harry Emerson Fosdick Chair of Philosophy and Religion eingerichtet.[7]

## Familie
Fosdick war seit 1904 mit Florence Allen Whitney verheiratet, mit der er zwei Töchter Elnor (* 1911) und Dorothy (* 1913) hatte.

## Lehre
In seinem 1926 erschienenen Buch Adventurous Religion an Other Essay (deutsch: Abenteuerliche Religion und andere Essays) entfaltete Fosdick seine Vorstellungen von Religion und heutigem Christentum. Religion war für ihn mehr als theologische Überzeugungen und kirchliche Gepflogenheiten. Religion war für ihn integraler Bestandteil des menschlichen Lebens, angefangen bei unseren Grundbedürfnissen und den verschiedenen Lebenserfahrungen. Jesus sei mehr als Religion, weil er uns Gott gezeigt hat, und auch wie wir leben sollen. Christlicher Glaube sei eine Antwort auf Jesus, eine vitale Religion und ein persönliches Abenteuer auf dem Weg des Lebens. Daher lehnte er das Rezitieren der üblichen apostolischen Glaubensbekenntnissen ab, wiewohl er 1923 sogar ein eigenes formuliert hatte. Dagegen seien Prinzipien von Jesus wie Eigenständigkeit, Selbstverantwortung, Hingabe, Treue, Feindesliebe, Mut und Begeisterung zu fördern und zu stärken. Diese ethisch-moralischen Werte sollten unseren Charakter formen, die sozialen Beziehungen bestimmen und gute Antworten für aktuelle ethnische, politische, wirtschaftliche und wissenschaftliche Probleme bieten.

## Kritik
Der bekannte deutsche evangelische Theologe Dietrich Bonhoeffer besuchte anlässlich seines Studienaufenthalts 1930 am Union Theological Seminary in New York City auch die Riverside Church und hörte sich Predigten von Fosdick an. Aber er war enttäuscht von der dem Modernismus angepassten Art zu predigen und bezeichnete die Gottesdienste als selbstgefällig, beliebig und daher gottlos. Bei aller Beschäftigung mit sozialen, politischen und wirtschaftlichen Problemen, allem idealistischen Glauben an die Zukunft und an den Fortschritt, vermisste er doch die Proklamation des Evangeliums von Jesus Christus.

## Werke (Auswahl)
Fosdick hielt Zeit seines Lebens über 1.000 Predigten und verfasste über 30 Bücher:
- The Second Mile, 1908.
- The Assurance of Immortality, 1913.
- The Manhood of the Master, 1913.
- The Meaning of Being a Christian — the meaning of Prayer, 1915.
- The Meaning of Faith, 1917.
- The Meaning of Service, 1920.
- Twelve Tests of Character.
- Shall the Fundamentalists Win?, 1922.
- mit Kirby Page: Der Krieg: Seine Ursachen und Folgen und seine Beseitigung, Schreiberhau-Diesdorfer Rettungsanstalten, 1924.
- Adventurous Religion and Other Essays, 1926.
- A Pilgrimage to Palestine, 1927.
- The Secret of Victorious Living, 1934.
- Vorwort zu Where is God, Friends of Europe, London 1937.
- On Being a Real Person, 1943.
- A Faith for Tough Times, 1952.
- Martin Luther, Random House, New York 1956.
- The Living of These Days, 1956 (Autobiographie).